# Garga, Hospet
Garga là một làng thuộc tehsil Hospet, huyện Bellary, bang Karnataka, Ấn Độ.